# Hanno Möttölä
Hanno Aleksanteri Möttölä, född 9 september 1976 i Helsingfors, är en finsk basketspelare.
Möttölä spelade för Atlanta Hawks på NBA. Han var den första finländska basketspelaren som spelade i NBA. 